# Danskt varmblod
Det danska varmblodet är en hästras som utvecklats i Danmark och det danska halvblodet är egentligen samma ras, men under olika benämningar, beroende på mängden fullblod som finns i hästens stamtavla. Från början kallades rasen Dansk sporthäst och den avlades fram för rent tävlingsbruk. Det danska varmblodet står ut i mängden av alla europeiska varmblodshästar genom att det är den enda varmblods/halvblodshästen som inte har influerats av den tyska Hannoveranaren.

## Historia
Danmark hade ingen historia som hästuppfödarstat förrän under 1300-talet då avel startades på stuterier i tyska Holstein som då var ett danskt hertigdöme. Man koncentrerade sig främst på korsningar mellan tunga tyska ston och spanska hingstar.
Trots att Danmark hade framstående ryttare så hade man ingen egen ras att tävla med och man inspirerades av holländarna som hade avlat fram sitt eget varmblod, det holländska varmblodet. 1918 startades därför en förening för att få fram en utmärkt sporthäst som kunde mäta sig med de holländska och tyska varmbloden.
Men det dröjde ända fram till 1962 innan en stambok skulle startas för det danska varmblodet, som då kallades Dansk sporthäst. 1962 stiftades även föreningen Dansk Sportsheste Avlsforbund som även blev den första föreningen för modern sporthästavel i Danmark. Samma år registrerades 150 ston, varav 22 var danskfödda och de flesta med grund i den tyska rasen Oldenburgare. 1963 fick föreningen och rasen sin logotyp. En krona med böljande vågor under, tecknad av I.C Christensen. Kronan stod för det danska kungariket, medan vågorna stod för haven som omslöt riket.
Med grund i de korsningar man fått fram i Holstein innan staden upphörde att vara danskt år 1864, började man avla fram en dansk sporthäst på den redan existerande, danska rasen Fredriksborgare. Man slutade avla på hästarna från Holstein när man korsade Fredriksborgarna med Engelska fullblod och fick fram en mångsidig varmblodshäst. Stammen utavlades även en del med andra sporthästar som den franska Selle francaishästar för bättre aktion, men även polska Wielkopolskihästar samt Trakehnare för att fixera typen.
I januari år 1979 hölls den första hingstbedömningen för rasen i Næstved under en snöstorm. 1980 slogs föreningen Dansk Sportsheste Avlsforbund sig samman med föreningen Lette hesteavls för att bli en verksam förening för avel av sporthästar. 1980 bytte man namn till Dansk Varmblod. Redan 1983 började rasen göra framgångar inom ridsporten då den danska ryttarinnan Anne Grethe Törnblad-Jensen och det danska varmblodet Marzog vann EM i dressyr i Aachen och det danska landslaget tog silver. 1986 blev prinsessan Benedikte av Danmark officiell beskyddare för rasen.
Under hela 2000-talet har det danska varmblodet varit mycket populär inom ridsporten. Bland annat var det 10 danska varmblod medverkande under Olympiska sommarspelen 2000, fördelat på nio länder och lag.

## Egenskaper
Det danska varmblodet är en utmärkt tävlingshäst i lite större format. Störst framgång har rasen i dressyr och i fälttävlan. Rasen är sund med rejält musklade ben med hovar som sällan blir dåliga. Hästarna blir i regel runt 165–180 cm i mankhöjd och är stor i sin kroppsbyggnad men samtidigt harmonisk. Det danska varmblodet har oftast en hög andel fullblod i sig (Arabiskt fullblod, Angloarab, Engelskt fullblod eller Shagya-arab) vilket ger en modig och energisk häst. Vid mindre andel fullblod kallas hästen Danskt halvblod.
Det danska varmblodet är känt för att det har sin alldeles egna unika karaktär, utgått från andra europeiska varmblodshästar, beror detta troligen på grund av att den är ensam om att inte ha utvecklats med Hannoveranare. Huvudet är uttrycksfullt med stora ögon. Halsen är medellång och manken är lång men väl markerad vilket underlättar för att få bra passform på sadeln.
Det danska varmblodet är oftast brunt men förekommer i alla hela färger så som fux, svart och skimmel. Danska varmblod brännmärktes ibland med rasens eget sigill, en krona med ett vågmönster under, men sedan år 2010 är brännmärkningen förbjuden i Danmark.